# До чого тут кохання?
«До чого тут кохання?» (англ. What's Love Got to Do with It?) — британська романтична комедія 2022 року, знята пакистанським режисером Шехаром Капуром за сценарієм Джеміми Хан. За сюжетом фільму, британська режисерка досліджує пакистанські традиції, зокрема, шлюб за домовленістю на прикладі свого друга дитинства із нареченою з Пакистану. У фільмі зіграли: Лілі Джеймс, Шазад Латіф, Шабана Азмі, Емма Томпсон, Саджал Алі, Олівер Кріс, Асім Чаудрі, Джефф Мірза, Еліс Орр-Юінг і Рахат Фатех Алі Хан.
Прем'єра фільму відбулася на Міжнародному кінофестивалі в Торонто 10 вересня 2022 року, а наступного місяця на Римському кінофестивалі вона отримала нагороду за найкращу комедію (премія Уго Тоньяцці). Він був номінований на 9 нагород Національної кінопремії 2023 року, отримавши 4 нагороди: найкращий сценарій, найкращий британський фільм, найкращий режисер, найкращий актор другого плану.
У британський прокат фільм випустила в прокат компанія StudioCanal UK 24 лютого 2023 року, він отримав неоднозначні відгуки.

## Акторський склад
| Актор                   | Роль                |
| ----------------------- | ------------------- |
| Лілі Джеймс             | Зої Стівенсон       |
| Шазад Латіф             | Каз Хан             |
| Шабана Азмі             | Айша Кхан           |
| Емма Томпсон            | Кет Стівенсон       |
| Саджал Алі              | Маймуна             |
| Олівер Кріс             | Джеймс              |
| Асім Чаудрі             | Мо                  |
| Джефф Мірза             | Захід Хан           |
| Еліс Орр-Юінг           | Гелена              |
| Іман Бужелуа            | Ясмін Хан           |
| Пакіза Баїг             | Нані Джан Хан       |
| Сіндху Ві               | лікар-репродуктолог |
| Шахід Хан (Naughty Boy) | гість на весіллі    |
| Рахат Фатех Алі Хан     | у ролі себе         |

## Виробництво
У листопаді 2020 року було оголошено, що до акторського складу фільму приєдналися Лілі Джеймс, Емма Томпсон і Шазад Латіф, а Шехар Капур став режисером фільму, що буде зніматися за сценарієм Джеміми Кхан, яка також стане продюсером фільму разом із Тімом Беваном та Еріком Феллнером (продюсерська компанія Working Title Films). Дистриб'ютором обрана компанія StudioCanal UK. У січні 2021 року до знімальної групи приєдналися актори Роб Брайдон, Шабана Азмі, Саджал Алі та Асім Чаудрі, проте Брайдон не з'являється в останній версії фільму.
Основні зйомки розпочалися в грудні 2020 року.

## Сприйняття
На вебсайті агрегатора рецензій Rotten Tomatoes 71 % зі 110 відгуків критиків є позитивними із середньою оцінкою 6/10. Консенсус вебсайту звучить так: «„До чого тут кохання?“ — це стандартна, з багатьох поглядів, романтична комедія, але пара привабливих головних персонажів допомагає зробити цю історію кохання більш приємною для глядацької аудиторії». Середня оцінка аудиторії становить 4,4 зірки з 5. Metacritic, який використовує середньозважену оцінку, присвоїв фільму оцінку 59 зі 100 на основі 22 критиків, вказуючи на «змішані або середні» рецензії.